# Chùa Thánh Duyên
Chùa Thánh Duyên (chữ Hán: 聖緣寺) là một công trình kiến trúc phật giáo có nguồn gốc từ thế kỷ thứ 17 và do vua Minh Mạng trùng tu và xây lại vào các năm 1825 và 1836. Chùa tọa lạc tại núi Túy Vân, xã Vinh Hiền, huyện Phú Lộc, thành phố Huế. Cảnh quan chùa và núi Túy Vân được vua Thiệu Trị xếp thứ 9 trong Thần kinh nhị thập cảnh.

## Lịch sử
Núi là Thuý Vân, tục gọi là Tuý Vân, ngày nay thuộc vào địa phận hai làng Đông An và Hiền Vân, xã Vinh Hiền, huyện Phú Lộc, cách thành phố Huế khoảng 30 km về phía đông nam, nằm ngay ven bờ đầm Cầu Hai. Theo các sử sách của triều Nguyễn, trước kia núi Thuý Vân gọi là núi Mỹ Am, trên núi có chùa Thánh Duyên. 

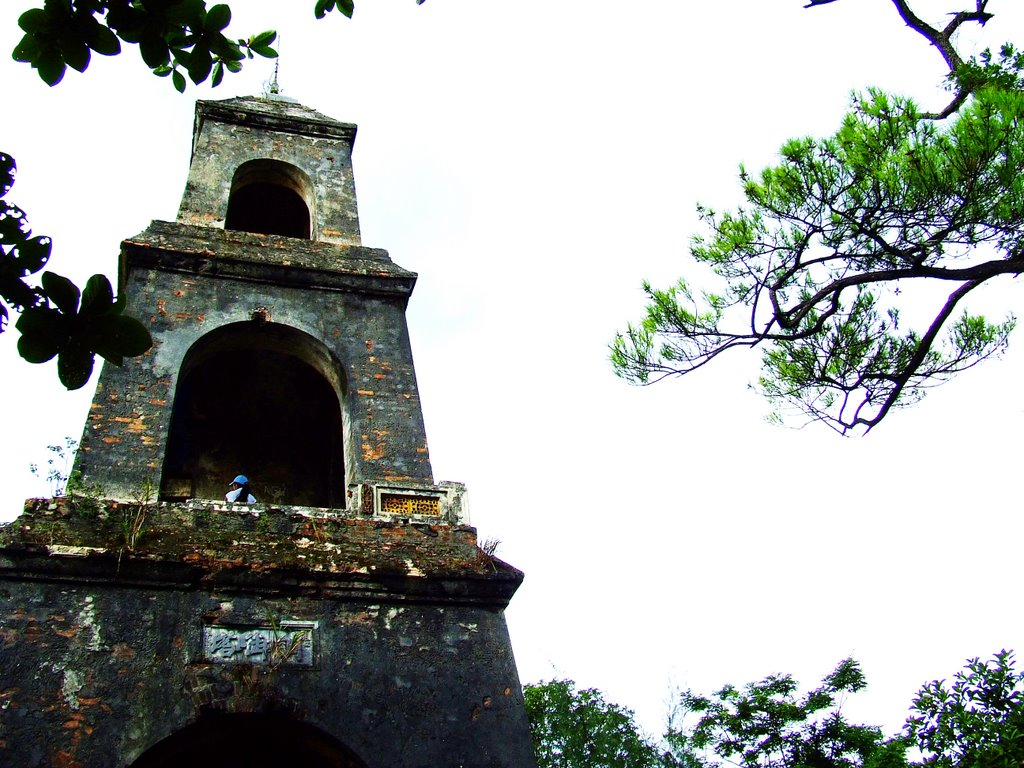
Tháp Điều Ngự trước khi được trùng tu

Chùa ban đầu do chúa Nguyễn Phúc Tần (1620-1687) lập để cầu phúc cho dân địa phương. Xuân Nhâm Thân (1692), chúa Nguyễn Phúc Chu đã cho tu sửa sơn son thếp vàng ngôi chùa cũ trên núi. Chùa bị phá hủy do chiến tranh vào nửa cuối thế kỷ XVIII.
Năm 1825, thời Minh Mạng trong một lần ngự giá đến cửa biển Tư Hiền, vua Minh Mạng đã đổi tên núi thành Thuý Hoa và cho trùng tu chùa, đặt tên là Thúy Hoa tự và đặt tên núi cũng là Thúy Hoa. Đến năm 1836, nhà vua lại quyết định cho "đại trùng kiến" toàn bộ chùa Thánh Duyên. Nhà vua cho xây thêm Đại Từ Các và tháp Điều Ngự, đặt tên chùa là Thánh Duyên tự.
Tới thời Thiệu Trị, vì kỵ húy tên Thái hậu Hồ Thị Hoa (vợ vua Minh Mạng, mẹ vua Thiệu Trị) nên núi Thúy Hoa được đổi tên thành Thúy Vân, người dân đọc chệch đi thành Túy Vân. Từ đó trở về sau, chùa Thánh Duyên còn được tu sửa nhiều lần nữa, nhưng đến ngày nay thì chùa đã ở trong tình trạng xuống cấp hết sức nghiêm trọng, cảnh trí tiêu điều vì ít được chăm sóc.

## Kiến trúc

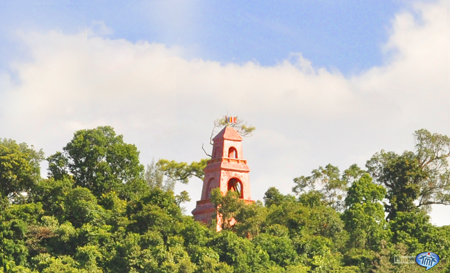
Tháp Điều Ngự

Sau khi xây lại năm 1936, quy mô của chùa gồm một toà điện chính 3 gian, 2 chái toạ lạc gần chân núi.
Ở lưng chừng núi là gác Đại Từ, 2 tầng, tầng dưới 3 gian 2 chái, tầng trên 3 gian. Xung quanh gác có tường bao bọc, mặt trước có nghi môn.
Trên đỉnh núi là tháp Điều Ngự 3 tầng, cao 3 trượng 6 thước 9 tấc (khoảng 15m).
Năm 1837, ở bên trái điện chính của chùa có dựng thêm một tăng xá 3 gian 2 chái để làm chỗ ăn ở cho các nhà sư. Ngoài ra còn có 2 nhà bếp, mỗi nhà đều 1 gian.
Dưới thời vua chúa Nguyễn, chùa Thánh Duyên là một trong những đại danh lam, được xếp vào hàng quốc tự của Huế (Thiên Mụ, Thánh Duyên, Diệu Đế,...). Nhiều vị cao tăng nổi tiếng như hoà thượng Liễu Đạo Chí Tâm, Tánh Khoát Huệ Cảnh, Tánh Thông Nhất Trí, Vĩnh Thừa, Giác Nhiên,... đã được cử đến đây để đảm nhận ngôi vị trụ trì.

## Trong thơ ca
Núi Thuý Vân và chùa Thánh Duyên cũng được xem là một trong những thắng cảnh bậc nhất của đất thần kinh. Các chúa và sau này là các vua Nguyễn thường về đây thưởng ngoạn cảnh sắc và đã làm rất nhiều thơ phú để ca ngợi. Tuy nhiên, nổi tiếng hơn cả có lẽ vẫn là vua Thiệu Trị với bài thơ này. Điều đáng nói thêm là dưới thời Nguyễn, toàn bộ cảnh chùa và núi đã được vẽ vào đồ sứ men làm cùng 4 câu thơ thực và luận của bài thơ này.
Vua Thiệu Trị đã "xếp hạng" cảnh đẹp chùa Thánh Duyên và núi Túy Vân là cảnh sắc thứ 9 trong số 20 cảnh đẹp đất kinh kỳ qua bài thơ Vân Sơn thắng tích.
| “                                    | Cây phủ non xanh tự thuở nào, Trập trùng bao lớp tựa long chầu. Chuông ngân cậy gió thêm linh nghiệm, Hương toả nương mây thật nhiệm mầu. Quẩn quanh trời rộng mây ngàn phủ, Vương vấn hồng trần tiếng guốc xao. Toả sáng thánh duyên muôn nẻo thiện, Nhân lành thêm rực cảnh chùa cao. | ” |
| — Vân sơn thắng tích - vua Thiệu Trị | |   |